# Aspirant Sunset
Aspirant Sunset is een muziekalbum van Rick Wakeman.
Wakeman keerde terug naar de New agemuziek met het vorig album. In tegenstelling tot eerdere albums in dat genre was er geen vermelding van The Rick Wakeman New Age Collection. Het album kwam uit op drie verschillende platenlabels, President Records, zijn eigen Ambient Records en het Duitse label Sattva Art Music (München). Het album, dat deel uitmaakt van de 3CD Sun Trilogy maar ook los te verkrijgen was, richtte zich meer op de Oosterse stroming binnen de New agemuziek. Aspirant Sunset bevat muziek geschikt voor meditatie. Het is in oktober 1990 opgenomen op het eiland Man in Wakemans eigen studio.

## Musici
- Rick Wakeman – Korg- toetsinstrumenten

## Tracklist
| Nr. | Titel                | Duur |
| --- | -------------------- | ---- |
| 1.  | Floating clouds      | 5:20 |
| 2.  | Still waters         | 6:25 |
| 3.  | The dream            | 6;28 |
| 4.  | The sleeping village | 3:35 |
| 5.  | Sea of tranquillity  | 8:11 |
| 6.  | Peace                | 5:29 |
| 7.  | Sunset               | 4:24 |
| 8.  | Dying embers         | 6:26 |
| 9.  | Dusk                 | 5:27 |
| 10. | Evening moods        | 7:12 |